# Aspidogyne grandis
Aspidogyne grandis är en orkidéart som först beskrevs av Paul Ormerod, och fick sitt nu gällande namn av Paul Ormerod. Aspidogyne grandis ingår i släktet Aspidogyne och familjen orkidéer.
Artens utbredningsområde är Panamá. Inga underarter finns listade i Catalogue of Life.